# Цапаев, Виктор Владимирович
Виктор Владимирович Цапаев (22 августа 1961) — советский и казахстанский футболист, тренер. Российский футбольный функционер.
В первенстве СССР играл за кустанайские клубы КФК (1981, 1986—1987, 1989) и второй лиги (1982—1984) «Буревестник» (1981, 1987), «Энергетик» (1982—1984), «Динамо» (1986), «Химик» (1989). В чемпионате Казахстана выступал за «Химик» Кустанай в 1992—1993 годах, в 1994 году — главный тренер команды.
В сезонах 2001—2003, 2012/13 — 2015/16 — генеральный директор новороссийского «Черноморца».